# Патарія
Патарія — релігійний рух XI століття у північноіталійських містах. Отримав свою назву за йменуванням одного з кварталів Мілана (Pataria — барахолка, ринок лахмітників), який був центром цього руху. Набув форми релігійної боротьби за Клюнійську реформу, був виступом ремісників, міських бідаків проти духовенства та сеньйорів, тісно пов'язаних з ломбардським духовенством. Рух було придушено до 80-их років XI століття. Патарія сприяла утворенню міських комун до Північної Італії (XI — початок XII століття). Дала назву єресі патаренів, що поширилась містами Ломбардії.